# Кердон
Ке́рдон (др.-греч. Κέρδων; лат. Cerdone; конец I века — первая половина II века) — христианский богослов, ересиарх (с позиций Православной и Католическаой церкви), гностик.
Кердон родился в Сирии, где был последователем учения Симона Волхва. При епископе Гигине Кердон прибыл из Сирии в Рим. Кердон перенял элементы учений Ираклеона и Саторнила. В столице Кердон старался выглядеть верующим христианином, вначале он скрыл свои гностические воззрения, но распространял их тайно между римскими христианами. Заблуждения Кердона были раскрыты, но Кердон принёс покаяние и отрекся от своего учения. Однако «раскаяние» Кердона было непродолжительным. Возможно, под предлогом открытой исповеди в храме Кердон как раз распространял своё учение. Вскоре вновь заметили, что Кердон проповедует между христианами своё вероучение. Не дожидаясь отлучения от Церкви, Кердон сам отделяется от неё и создаёт собственное религиозное сообщество. Одним из выдающихся учеников Кердона был Маркион. Последователи Кердона были названы в более позднее время — кердониане (др.-греч. κερδωνιανοί; лат. cerdoniani; др.-рус. приобрѣтьници ← от др.-греч. κέρδος — выгода, прибыль); маркионисты испытали сильное влияние Кердона. Епископ Рима отлучает Кердона от Церкви.

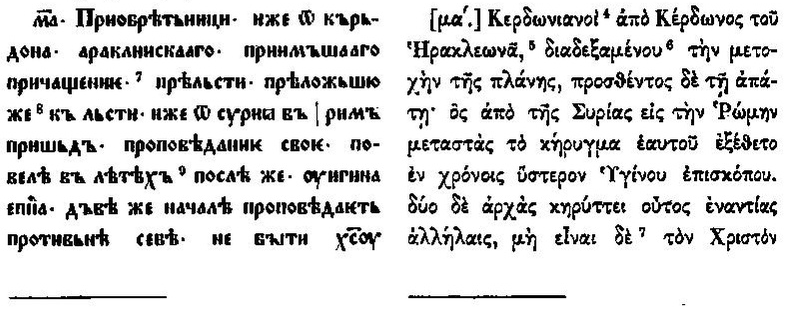
Приобретьници (кердониане) в книге Бенешевича В. Н. Древнеславянская кормчая XIV титулов без толкования. СПб, 1907.Т. 1.

## Учение
Изучая и сравнивая Ветхий и Новый Завет, Кердон пришёл к выводу о том, что иудейство и христианство несовместимы. Если согласно Ветхому Завету за грех следует строгое наказание, то Новый Завет устанавливает необходимость снисхождения и милосердия к грешникам. Ветхий закон требует сурово наказать врагов, а Евангелие учит любить врагов. Эту противоположность Кердон объяснил тем, что Бог Ветхого Завета иной, чем Бог Нового Завета — Отец Иисуса Христа. Кердон делает вывод о том, что существуют два предвечных начала мира. Одно из них — злое, оно было творцом мира и Ветхого Завета; а другое — доброе, оно — источник Нового Завета. Первое начало (Демиург) даёт закон Моисею и открывается пророкам. Второе начало — Отец Христа — открывается людям только через Иисуса, которого он посылает. Христос принимает не человеческое тело, а призрачную плоть. Человечество создано, согласно Кердону, Демиургом, злым началом, а значит, материальный мир есть зло. По этой причине доброе начало не может принять зло — созданное Демиургом; иными словами, Кердон проповедует докетизм. Так как материя — от Демиурга, то будущее воскресение — это воскресение исключительно душ, но не тел, учит Кердон. Кроме того, Кердон отвергал большую часть книг Священного Писания.
О Кердоне писали многие христианские авторы: св. Ириней Лионский в книге «О ересях» (книга первая, глава XXVII, и книга третья, глава IV); св. Ипполит Римский в труде «Философумены» (книга VII, главы 29 и 37); св. Феодорит Кирский в сочинении «Еретические басни» (книга I, глава 24); св. Епифаний Кипрский в трактате «Панарион»; Тертуллиан в книге «Против Маркиона».